# الإبادة الجماعية في تيمور الشرقية
تشير الإبادة الجماعيّة في تيمور الشرقيّة إلى «حملات التهدئة» لإرهاب الدولة من قبل الحكومة الإندونيسية خلال الغزو الإندونيسي المدعوم من الولايات المتحدة الأمريكية واحتلالها لتيمور الشرقيّة. عقدت جامعة أكسفورد إجماع أكاديمي يدعو الاحتلال الإندونيسي لتيمور الشرقيّة بالإبادة الجماعيّة، وتعلّمه جامعة ييل كجزء من برنامج دراسات الإبادة الجماعيّة.

## الغزو الأولي
منذ بداية الغزو في آب 1975، شاركت القوّات المسلّحة المؤقتة في مذبحة المدنيين التيموريين. في بداية الاحتلال، أرسلت إذاعة فريتيلين البثّ التالي: «القوّات الإندونيسيّة تقتل بدون تمييز. يتمّ إطلاق النار على النساء والأطفال بالشوارع. سنقتل جميعاً... هذا نداء من أجل المساعدة الدوليّة، يرجى القيام بشيء ما لوقف هذا الغزو». قال أحد اللاجئين التيموريين في وقت لاحق «اغتصاب بدم بارد للنساء والأطفال وأصحاب المتاجر الصينية». وقال أسقف ديلي في ذلك الوقت، مارتينهو دا كوستا لوبيز، في وقت لاحق: «بدأ الجنود الذين تواجدوا على الأرض في قتل كل شخص يمكنهم العثور عليه. كان هناك العديد من الجثث في الشوارع، كل ما كنا نراه هو قتل الجنود للمدنيين، والقتل، والقتل». في إحدى الحوادث، كانت مجموعة من خمسين شخص من الرجال والنساء والأطفال –بما في ذلك الصحفي الأسترالي المستقل روجر إيست- قد اصطفوا على جرف خارج ديلي وأطلق النار على أجسادهم ليسقطوا في البحر. وقعت العديد من هذه المذابح في ديلي، حيث كان يطلب من المتفرّجين المراقبة والاعتداد بصوت عال حيث تمّ إعدام كل شخص. وتشير التقديرات إلى أنه تم ذبح ما لا يقل عن 2000 تيموري في أوّل يومين من الغزو في ديلي بمفردهم. بالإضافة إلى أنصار فريتيلين، تمّ أيضاً ترحيل المهاجرين الصينيين؛ قتل 500 شخص في اليوم الأول فقط.

## العنف ضد النساء
وكانت الانتهاكات العسكريّة الإندونيسيّة ضد النساء في تيمور الشرقية عديدة وموثّقة جيّداً. بالإضافة إلى تعرّضها للاحتجاز التعسّفي والتعذيب والإعدام خارج نطاق القضاء، واجهت النساء الاغتصاب والاعتداء الجنسي، في بعض الأحيان بسبب جريمة تتعلق بالناشطين المستقلّين. ومن الصعب التأكّد من نطاق المشكلة، بسبب الرقابة العسكريّة المكثّفة المفروضة أثناء الاحتلال، والتي تفاقمت بسبب الخجل الذي يشعر به الضحايا. في تقرير صدر عام 1995 عن العنف ضد المرأة في إندونيسيا وتيمور الشرقيّة، كتبت منظمّة العفو الدوليّة في الولايات المتّحدة:«إن النساء يتردّدن في نقل المعلومات إلى المنظمّات غير الحكوميّة حول الاغتصاب والاعتداء الجنسي، ناهيك عن إبلاغ السلطات العسكريّة أو الشرطة عن الانتهاكات.»
اتخّذت أشكال العنف الأخرى ضد المرأة شكل المضايقة والتخويف والزواج القسري. يستشهد تقرير منظمة العفو الدولية بحالة امرأة أجبرت على العيش مع قائد في بوكاو، ثم تعرّضت للتحرّشات اليوميّة من قبل القوّات بعد إطلاق سراحها. جرت مثل هذه «الزيجات» بانتظام أثناء الاحتلال. كما تمّ تشجيع النساء على قبول إجراءات التعقيم، وتمّ الضغط على بعضهنّ لأخذ موانع الحمل، وأحياناً بدون معرفة كاملة بآثارهم.
في عام 1999، أصدرت الباحثة ريبيكا وينترز كتاب يروي العديد من القصص الشخصيّة عن العنف والإساءة التي يرجع تاريخها إلى الأيام الأولى للاحتلال. أخبرت إحدى النساء عن استجوابها في حين جردت من ملابسها وتعرّضت للتعذيب والتهديد بالقتل. يصف آخر أنّه تمّ تقييده من يديه وقدميه واغتصابه مراراً وتكراراً واستجوابه لأسابيع. ألقي القبض على امرأة كانت قد أعدّت الطعام لمقاتلي «فريتيلين»، وحرقت بالسجائر وتعرّضت للتعذيب بالكهرباء، وأجبرت على المشي عاريةً ملطخة بالبول والبراز أمام صفّ من الجنود في دبابة.

## مجزرة سانتا كروز
خلال قدّاس تذكاري في 12 تشرين الثاني في عام 1991 لشباب مناصرين للاستقلال كما أطلقت عليه القوّات الإندونيسيّة، قام متظاهرون من بين الحشد البالغ 2500 شخص برفع علم فريتلين والصياح بشعارات مؤيّدة للاستقلال، وهتفوا بحماس شديد لكن بشكل سلمي. بعد مواجهة قصيرة بين القوّات الإندونيسيّة والمحتجّين، 200 جندي إندونيسي فتحوا النار على الحشد وقتلوا ما لا يقل عن 250 تيموري.
سرعان ما تمّ الإبلاغ عن جثث الأجانب في المقبرة لمنظمّات إخباريّة دوليّة، وتمّ بث لقطات فيديو للمذبحة على نطاق واسع مما تسبب في غضب عارم. ردّاً على المجزرة، نظّم النشطاء في جميع أنحاء العالم تضامناً مع التيموريين الشرقيين، وتمّ تقديم إلحاح جديد للدعوات من أجل تقرير المصير. منظمّة TAPOL، وهي منظمّة بريطانيّة تشكّلت في عام 1973 للدفاع عن الديمقراطية في إندونيسيا، زادت عملها حول تيمور الشرقيّة. وفي الولايات المتّحدة الأمريكيّة، أنشئت شبكة العمل من أجل تيمور الشرقيّة (التي أصبحت الآن شبكة العمل في تيمور الشرقيّة وإندونيسيا) وسرعان ما أنشأت مرافق لها في عشر مدن في جميع أنحاء البلد.
ظهرت مجموعات تضامن أخرى في البرتغال وأستراليا واليابان وألمانيا وأيرلندا وهولندا وماليزيا والبرازيل. كانت تغطية المجزرة مثالاً حيّاً على كيفية أن نمو الإعلام الجديد في إندونيسيا جعل من الصعب بشكل متزايد على «النظام الجديد» التحكّم في تدّفق المعلومات داخل وخارج إندونيسيا، وفي فترة ما بعد الحرب العالميّة الباردة، كانت الحكومة تتعرض لتدقيق دولي متزايد. بدأ عدد من الطلاب المؤيدين للديمقراطيّة في المناقشة العلنيّة والحاسمة ليس فقط من أجل تيمور الشرقيّة ولكن أيضاً «النظام الجديد» والتاريخ الأوسع ومستقبل إندونيسيا.
الإدانة الحادّة للجيش لم تأت من المجتمع الدولي فحسب، بل من داخل أجزاء من النخبة الإندونيسيّة. انتهت المجزرة بفتح الحكومة عام 1989 للأراضي وبدأت فترة جديدة من القمع. تمّت إزالة وارو من منصبه. كما تمّ إلقاء القبض على من يشتبه في أنّهم متعاطفون مع فريتلين، وارتفعت انتهاكات حقوق الإنسان، وتمّ فرض الحظر على الصحفيين الأجانب. كثفّت الكراهية بين التيموريين من الوجود العسكري الإندونيسي. قامت مجموعة كوباسوس 3 بتدريب عصابات الميليشيات التي كانت ترتدي أغطية سوداء لسحق المقاومة المتبقيّة.